# Goes fisheri
Goes fisheri là một loài bọ cánh cứng trong họ Cerambycidae.